# مبنى برلمان ويلز
مبنى البرلمان "بالويلزية: "sɛnɛð" في كارديف، يتكون من غرفة مناظرات وغرف مجلس الشيوخ (برلمان المملكة المتحدة، بالويلزية: البرلمان، سابقاً الجمعية الوطنية لويلز). افتتحت الملكة اليزابيث مبنى البرلمان "حوالي 5308 متر مربع، (57000 قدم مربع)" بتاريخ 1 مارس 2006، يوم القدّيس ديفيد. تُقدّر التكلفة الكلية له حوالي 69.6 مليون جنيه إسترليني، من ضمنها حوالي 49.7 مليون جنيه إسترليني تكلفة مرحلة البناء.
بعد عمليتي اختيار، تقرّر أن تكون غرفة المناقشة في موقع جديد، يسمى موقع 1E، في كابيتال ووترسايد في كارديف. فاز المهندس المعماري الحائزعلى جائزة بريتزكر، ريتشارد روجرز، بمسابقة دولية للتصميم المعماري يُديرها المعهد الملكي للمعماريين البريطانيين، لتصميم مبنى البرلمان. صُمّم المبنى ليكون مُستداماً ويستخدم تقنيات الطاقة المتجددة. حصل المبنى على شهادة «ممتازة» على طريقة التقييم البيئي لمؤسسة أبحاث البناء (BREEAM)، وهي أعلى شهادة تُمنح على الإطلاق في ويلز، كما رُشّح المبنى لجائزة ستيرلينغ لعام 2006.
شُيّد المبنى على مرحلتين، المرحلة الأولى في عام 2001 والثانية في أغسطس عام 2003 حتى تم تسليمها إلى الجمعية الوطنية لويلز آنذاك في فبرايرعام 2006. بين المراحل غيّرت الجمعية الوطنية المقاولين وهيكل إدارة المشروع، لكنّها احتفظت بريتشارد روجرز كمهندس مخطط للمبنى. كان المبنى يزيد عن الميزانية بستة أضعاف تقريباً وتأخّر أربع سنوات وعشرة أشهر مقارنةً بالتقديرات الأصلية للمشروع في عام 1997. ارتفع اجمالي التكاليف بسبب التدابير الأمنية غير المتوقعة بعد أحداث 11 سبتمبر، ولأنّ الجمعية الوطنية لم يكن لديها تقييم مستقل لتكاليف المشروع حتى ديسمبر 2000، أي بعد ثلاث سنوات من التقدير الأصلي؛ ارتفعت تكاليف المرحلة الثانية بنسبة تقل عن 6% عن الميزانية، وتأخّرت تلك المرحلة ستة أشهر.
سُمّي المبنى على نطاق واسع وحصري باسم «البرلمان»، والذي تمّ استخدامه كمرادف للجمعية الوطنية لويلز الموجودة في المبنى. في عام 2020، تمّ تغيير اسم الجمعية الوطنية إلى «البرلمان الويلزي» وتبنّت البرلمان ليكون اسمها المختصر المشترك بين اللغتين الإنجليزية والويلزية. لذلك يُستخدم مصطلح «البرلمان» لتمييز المبنى عن الهيئة التشريعية التي يستضيفها، ويُستخدم مصطلح «خليج كارديف» (اسم الموقع) كمسار بديل للهيئة التشريعية.

## العمارة
يقع مبنى البرلمان في أرصفة كارديف السابقة، على بعد حوالي 3 كيلومترات (1.9 ميل) جنوب قلعة كارديف. كانت أرصفة الكارديف أكبر ميناء لتصدير الفحم في العالم، ولكن بحلول الثمانينات مع تراجع حقل الفحم في جنوب ويلز؛ أصبحت المنطقة مهجورةً تدريجياً. بحلول التسعينات، تمّ تغيير المنطقة ببناء سد خليج كارديف، وتمّ تغيير اسمها إلى خليج كارديف.
يقع المبنى على الجهة الجنوبية الغربية من خليج كارديف، وله واجهة زجاجية حول المبنى بأكمله وسقف من المعدن والخشب. يتكون المبنى من ثلاثة طوابق: الطابقان الأول والثاني متاحان للعامة بينما الطابق الأرضي منطقة خاصة للمسؤولين. صُمّم المبنى ليكون مفتوحاً ويمكن الوصول إليه قدر الإمكان. يقول المهندس المعماري ريتشارد روجرز:«لن يكون صرحاً منعزلاً ومغلقاً، بل سيكون مبناً شفافاً، يتطلّع إلى الخارج إلى خليج كارديف وما هو أبعد من ذلك، وليعمل على إبراز الأعمال الداخلية للمبنى حتى يُشجّع عامة الشعب على المشاركة في العملية الديمقراطية». المنطقة الرئيسية في المبنى هي غرفة المناقشة، والتي تسمى الغرفة "Y Siambr"، والتي تضم شرفة للجمهور. المناطق الأخرى في المبنى عبارة عن صالة تضم منطقة الاستقبال الرئيسية التي تقع في الطابق الأول، وصالة عرض في الطابق الثاني. تقع غرف اللجان الثلاثة في الطابق الأرضي.

### ميزات بيئية
تتطلب معايير التصميم الاستدامة، والتي تتضمّن أن يكون عمر البناء 100 عام، واستخدام المواد الويلزية المحلية، والحد الأدنى من استهلاك الطاقة والنفايات، واستخدام التقنيات المتجددة ليكون المبنى نموذجاً يُحتذى به من حيث الاستدامة.
إجمالاُ، تم إنفاق حوالي 36% من جميع تكاليف المواد والعمالة في ويلز، مع استخدام حوالي 1000طن من الأردواز الويلزي. سمحت الميزات البيئية المستخدمة في المبنى بتوفير الطاقة بنسبة تتراوح بين 30% و50% مقارنةً بالمباني التي لا تحتوي على هذه الميزات. تشمل هذه الميزات استخدام 27 أنبوباً تم حفرها على عمق 100 متر تحت الأرض، بحيث يتم ضخ المياه خلال فترات البرد وتسخينها إلى 14 درجة مئوية بواسطة الطاقة الحرارية الكامنة في جوف الأرض. ثمّ يتم ضخ المياه الساخنة إلى أرضية المبنى ليتم تدفئته إلى درجة حرارة ثابتة. في الأجواء الدافئة، يساعد النظام نفسه في الحفاظ على برودة المبنى. تمّ استخدام مُسخن الكتلة الحيوية لاستخدام رقائق الخشب من نفايات الأخشاب المُعاد تدويرها لتدفئة المبنى، ويتمّ تجميع مياه الأمطار من السقف لغسيل المراحيض في المبنى.

### المحتوى الداخلي
الغرفة "Y Siambr" (بالويلزية:"ə ʃambr") عبارة عن غرفة نقاش تبلغ مساحتها 610 متراً مربعاً (6600 قدماً مربعاً)، والتي تضم جميع أعضاء البرلمان (MSs) الستين على شكل ترتيب دائري داخل القلنسوة. يمكن توسيع الغرفة في المستقبل لاستيعاب 80 عضواً في البرلمان عن طريق إزالة الجدران المؤقتة. في المستوى العلوي من الغرفة، توجد شرفة الجمهور والتي تطل على غرفة المناقشة حيث يفصلها زجاج الأمان. تستوعب هذه الشرفة 128 شخصاً موزعين على صفين من المقاعد. تتكون مقاعد ومكاتب أعضاء البرلمان من خشب البلوط الويلزي، موزعةً بشكل دائري حتى يتمكن جميع الأعضاء من رؤية بعضهم البعض، بحيث يجعل المناقشة أقل تصادمية.

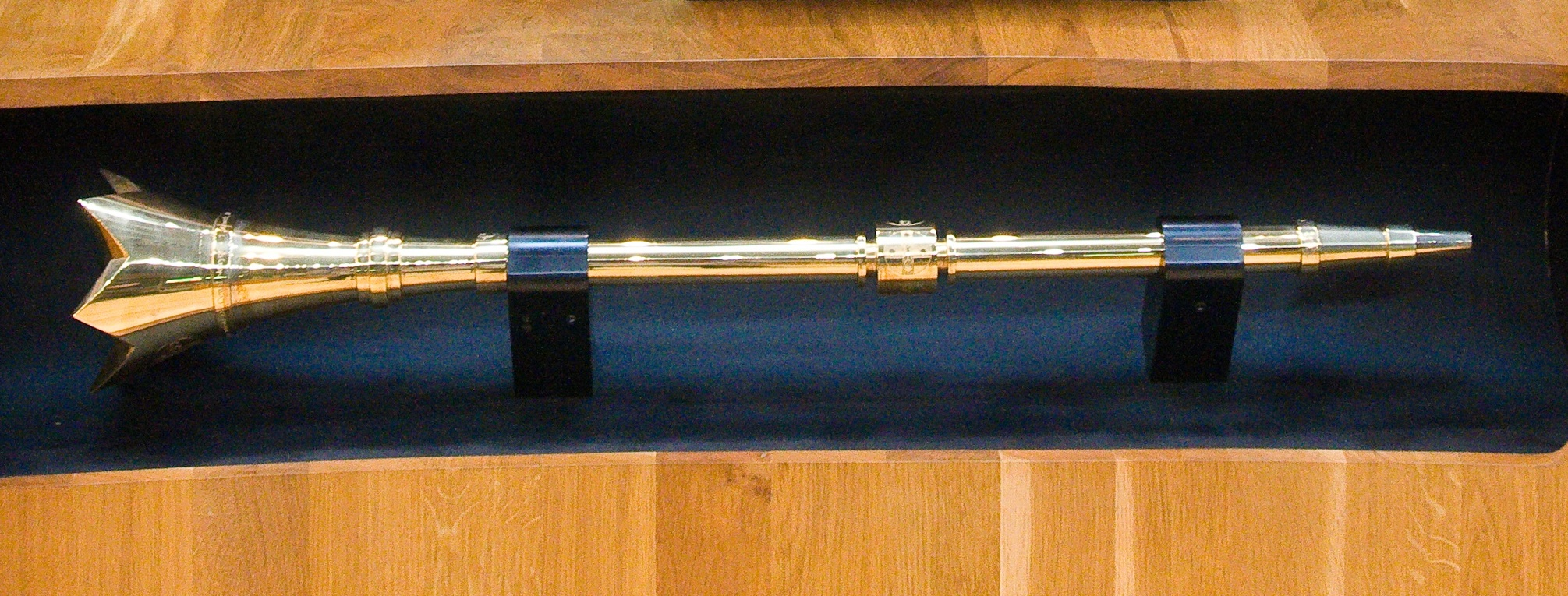
صولجان البرلمان

يوجد أمام مكتب الرئيس صولجان بطول 1.3 متر (4.3 قدم). كلّف برلمان نيوساوث ويلز صائغ الذهب فورتوناتو روكا في ملبورن بتصميم الصولجان عام 2002. صُنع الصولجان من الذهب والفضة والنحاس وقد استغرق صُنعه 300 ساعة. في عام 2006، بلغت قيمته حوالي 10500 جنيه إسترليني (25000 دولار أسترالي) وتمّ تسليمه إلى الجمعية الوطنية خلال حفل الافتتاح. تنعقد جميع اجتماعات اللجان في ثلاث غرف اجتماعات. يمكن لكل من هذه الغرف استيعاب 24 شخصاً، على الرغم من أنّ قاعات اللجان 1 و2 يمكن أن تستوعب 34 شخصاً عند فتحها بالكامل. يمكن لأفراد الشعب الوصول إلى قاعة اللجنة لمشاهدة المعارض من الصالة، التي تضم 31 شخصاً.
يدخل أفراد الشعب المبنى من خلال الصالة (بالويلزية:"nəiað"). يضم الطابق الأول منطقة الاستقبال والمعلومات العامة. يحتوي مكتب الاستقبال على مكتب زجاجي وأردواز كبير ومظلة. تؤدي السلالم الموجودة على يسار المكتب إلى صالة العرض في الطابق الثاني.

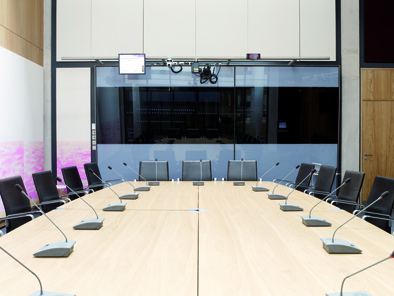
غرفة اللجان مع لوحات امتصاص صوتية مغطاة بالقماش الوردي (على اليسار) صممها مارتن ريتشمان

المعرض (بالفرنسية القديمة:"Oriol"، بالويلزية:"ɔrjɛl") هو منطقة جلوس عامة ومعرض لها إطلالة على غرفة المناقشة وغرف اللجان. تُتيح الأرضيات الزجاجية للزوّار النظر إلى غرفة المناقشة في الأسفل. كانت الكراسي التي تمّ اختيارها لمنطقة الصالة من شركة فريتز هانسن، وهي شركة أثاث دنماركية، وصمّمها في الأصل آرنه ياكوبسن في عام 1958.
الفناء (بالويلزية:"kʊrt") هو مساحة في الطابق الأرضي، يوجد فيه غرفة شاي للأعضاء وغرفة إعلامية مع إمكانية الوصول إلى غرفة المناقشة وغرف اللجان. يمكن الوصول إليه فقط من قِبل أعضاء البرلمان والصحفيين.
يمتد السقف المصنوع من خشب الأرز الغربي الأحمر الكندي المصدر عبر أقسام مختلفة من المبنى. تمّ تصنيعه وتركيبه من قِبل مصنع "BCL" للخشب بالتعاقد مع تايلور وودرو.

### عمل فني
تمّ استخدام أربع قطع فنية من قِبل الجمعية الوطنية لتكون زخرفية وعملية، كانت تكلفتها 300000 جنيه إسترليني. قام الفنان ألكسندر بيليشينكو المُقيم في سوانزي بتصميم وإنشاء قلب ويلز الدائري والمُقبب لمركز غرفة المناقشة. يبلغ عرضه مترين (6.6 قدم)، مصنوع من الزجاج الأزرق والذهبي، ومُضاء من الأسفل. قام مارتن ريتش مان بتصميم وإنشاء 270 لوحة امتصاص صوتية مُغطاة بالقماش والتي تم صبغها ورسمها.  قام النحّات الأمريكي، داني لين، بتصميم وإنشاء حاجز الرياح، ميدان التجميع. يتكون من خمسة صفوف متوازية من 32 لوح زجاجي، وقد تمّ تصميمه لحماية العامّة من الرياح العاتية القادمة من خليج كارديف. قام النحّات ريتشارد هاريس المولود في ديفون بإنشاء مكان للاجتماع، وهو عبارة عن 45 طناً من الألواح الصخرية المُقطّعة آلياً إلى 39 لوح أردوازي. هذا المكان عبارة عن منطقة جلوس غير رسمية جنوب المبنى. قال هاريس عن العمل«أردت إنشاء مساحة بجانب المبنى، ترتبط ارتباطاً وثيقاً بالمبنى ولكنها كانت جذابة جداً للناس لاستخدامها- في مكان أكثر هدوءأ بحيث يمكن للناس الجلوس وقضاء بعض الوقت».

## أصل الكلمة
الكلمة الويلزية "senedd" تعني مجلس الشيوخ أو البرلمان. استخدم مجلس الشيوخ الروماني (باللاتينية:"Senatus Romanus") في اسمه كلمة "Senatus"، المُشتقة من الكلمة اللاتينية "senex"، والتي تعني «الرجل العجوز»، أو«الشيخوخة»، أو«الشيخ»، أو«مجلس الشيوخ».

## الخلفية والبناء

### عملية اختيار الموقع الأولى
بموجب قوانين ويلز لعام 1536، تمّ دمج ويلز بالكامل في إنجلترا وإدارتها كدولة ذات سيادة واحدة (مملكة إنجلترا) بنظام قانوني واحد (القانون الإنجليزي). في عام 1964، تمّ إنشاء وزير الدولة لويلز كمنصب وزاري، مما أعطى ويلز بعض الصلاحيات. بعد الانتخابات العامة في المملكة المتحدة عام 1997، نشرت حكومة العمل ورقةً بيضاء في يوليو 1997 بعنوان«صوت ويلز»، تقترح فيه حكومة المملكة المتحدة «أنّ مقر جمعية ويلز سيكون في كارديف... من المرجّح أن يُكلف إنشاء الجمعية ما بين 12 مليون جنيه إسترليني و17 مليون جنيه إسترليني. وينبغي أن تتراوح تكاليف التشغيل الإضافية بين 15 مليوون جنيه إسترليني و7 مليون جنيه إسترليني». في 18 سبتمبر 1997، صوّتت ويلز لصالح الجمعية الوطنية لويلز في استفتاء انتقال السلطة الويلزية. أقرّ برلمان المملكة المتحدة قانون حكومة ويلز لعام 1998، وحصل على الموافقة الملكية في 31 يوليو 1998.
قبل إجراء الاستفتاء، طلب مكتب ويلز من شركة سيموندز لإدارة المرافق (المعروفة لاحقاً باسم كابيتا سيموندز) الاستفسار عن المواقع المحتملة لتجمع ويلز الجديد. وقد أُجريت الدراسة في شهر يونيو عام 1997، واشتملت على 20 موقعاً. بحلول أغسطس 1997، حضّر مكتب ويلز ومستشارو العقارات في العقارات المدنية (التي أصبحت الآن جزءاً من مكتب التجارة الحكومية) قائمةً مختصرةً من خمسة مواقع للاختيارهي: مبنى كاثي بارك (مباني المكاتب الويلزية الحالية)، موقع تبادل الفحم في خليج كارديف؛ موقع بجوار مبنى كاونتي هول في خليج كارديف؛ قاعة مقاطعة جلامورجان السابقة، كارديف سيتي هول، كاثيز بارك، المملوك من قِبل مجلس محلي كارديف. عند اتخاذهم القرار، أخذو بعين الاعتبار الحاجة إلى مساحة 80000 قدم مربع (7400 متر مربع)، والتي ستكون جاهزة بحلول مايو 1999. كان من المقرّر أن يكون المبنى واضحاً وأن يكون ذات موقع وجودة مناسبة، وأن يكون سهل الاستخدام من قِبل ذوي الاحتياجات الخاصة ويوفر أماكن إقامة جيدة للموظفين دون تعطيل الموظفين الموجودين.
من بين المواقع الخمسة المُدرجة في القائمة المختصرة، تمّ اختيار موقعين لدراستهما: مبنى كاثي بارك ومبنى كارديف سيتي هول. تمّ تفضيل اختيار كارديف سيتي هول لأنّه سيتم فصل الوظائف التنفيذية والتشريعية؛ حيث تمّ التعرف علي المبنى على نطاق واسع من قِبل الشعب الويلزي فقد كان مبناً مرموقاً أكثر مقارنةً بمبنى كاثي بارك. كذلك الانتقال إلى مبنى كارديف ستي هول من شأنه أن يجنّب حدوث أي تعطيل في حركة موظفين المكتب الويلزي. توصل المكتب الويلزي إلى أنّ كارديف سيتي هول سيظل خياراً فقط إذا كانت التكاليف الأولية 17 مليون جنيه إسترليني أو أقل. لن يكون هذا ممكناً إلا إذا تمّ تنفيذ الأعمال الأساسية على الفور وأن يتمّ تنفيذ بقية العمل في وقت لاحق. سيحتاج مجلس محلي كارديف إلى الموافقة على سعر بيع يبلغ 5 ملايين جنيه إسترليني أو أقل حتى يكون ذلك ممكناً.
كانت هناك مناقشات بين رئيس مجلس كارديف، راسل جودواي، ووزير الدولة لشئون ويلز، رون ديفيز عضو البرلمان. اختلف الاثنان بشأن تقييم الموقع: عرض ديفيز ما يُعتقد أنّه سعر السوق البالغ 3.5 مليون جنيه إسترليني؛ بينما طلبت شركة «Good way ه» 14 مليون جنيه إسترليني مقابل نقل موظفي المجلس. في أكتوبر 1997، وافق كل من مكتب ويلز ومجلس كارديف على أن يُقدم مقيّم المقاطعة تقييماً مستقلاً للقيمة السوقية لكارديف سيتي هول وتكلفة نقل الموظفين إلى مستوى مماثل من الإقامة. نصح المُقيّم بأنّ القيمة السوقية لكارديف سيتي هول هي 3.5 ملين جنيه إسترليني. لم تكن هناك معلومات كافية للمقيّم تساعده في اتخاذ القرار. تمّ تقديم عرض بقيمة 2.5 مليون جنيه إسترليني من قبل مكتب ويلز في 14 نوفمبر 1997، والذي تمّ رفضه في 21 نوفمبر 1997. تمّ تقديم عرض نهائي بقيمة 3.5 مليون جنيه إسترليني في 24 نوفمبر ورفض مجلس مقاطعة كارديف هذا أيضاً. أعلن ديفيز لاحقاً عن قراره بعدم المضي قدماً في موقع كارديف سيتي هول للجمعية الوطنية.

### عملية اختيار الموقع الثانية
في ديسمبر 1997، دعا مكتب ويلز مقترحات من ويلز لبناء الجمعية الوطنية. تم استلام 24 مقترحاً، 14 منها من القطاع الخاص والشركات التابعة للحكومة من ضمنها: مجموعة HTV، جروسفينور ووترسايد (التابعة للموانئ البريطانية Associated British Ports)، شركة تارماك، شركة تطوير خليج كارديف ومطار كارديف. قدّمت تسع سلطات محلية مقترحات بما في ذلك مبنى النقابة الذي اقترحه مجلس سوانزي، كارديف سيتي هول من قِبَل مجلس كارديف، قلعة مرجام من قِبَل مجلس نيث بورت تالبوت، قلعة سايفارثفا من ِقبَل مجلس مقاطعة مرثير تيدفيل؛ جاءت مقترحات أيضاً من مجلس مقاطعة ريكسهام ومجلس مقاطعة فلينتشاير الذين اقترحا موقعين في كل من  قرية اويلو ومولد، ومجلس مقاطعة روندا سينون تاف، مجلس مقاطعة بوويز، ومجلس بريدجند الذي اقترح خمسة مواقع.
قام مكتب ويلز بمراجعة كل العروض، وقام برفضها بسبب سوء الموقع أو الإقامة أو التكلفة. كما راجع قائمة مختصرة من عشرة مواقع تضم كل من: كابيتال ووتر سايد (المعروفة حالياً باسم كارديف وتر سايد)، كارديف سيتي هول؛ موقع بجوار كاونتي هول؛ ساحة بوت (المعروفة حالياً باسم ميدان كالاهان)، منتزه كارديف، موقع تبادل الفحم في كادريف، مع موقع HTV في مقاطعة كلفرهاوس، مبنى النقابة في مدينة سوانزي.
أعلن ديفيز في 13 مارس 1998 أنّ مبنى الجمعية الوطنية الجديد سيكون في كارديف. قال إنّ مقترحات كارديف كانت «مقنعة للغاية بحيث لا يمكن مقاومتها، أدرك أنّ ويلز استثمرت 40 عاماً في النرويج لكارديف كعاصمتنا». سيكون مبنى الجمعية الوطنية إما في ساحة بوت أو كابيتال ووترسايد. قرّر مكتب ويلز أن اقتراح كابيتال ووترسايد ذات تكلفة ومخاطر أقل من ساحة بوت. ستكلف كابيتال وتر سايد 43.9 مليون جنيه إسترليني بينما ستكلف ساحة بوت 52.5 مليون جنيه إسترليني. في 28 أبريل 1998، أعلن ديفيز أنّ موقع مبنى الجمعية الوطنية سيكون كابيتال ووترسايد. تمّ الحصول على الموقع من جروسفينور ووترسايد للاستثمارات المحدودة، التابعة لشركة الموانئ البريطانية . غطّت الاتفاقية تمديد عقد إيجار بيت كريكهويل، الذي عُرف لاحقاً باسم "Tŷ Hywel"، حتى عام 2023، واستئجار مبنى بيرهيد لمدة 15 عاماً وشراء الموقع 1E مقابل 1 جنيه إسترليني، حيث تم بناء مبنى البرلمان.

### عملية اختيار التصميم
قبل اتخاذ قرار بشأن اختيار كابيتال ووتر سايد موقعاً للجمعية الوطنية، أعلن ديفيز في 13 مارس 1998 أنه سيتم عقد مسابقة دولية لاختيار تصميم المبنى. سيُشرف المعهد الملكي للمهندسين المعماريين البريطانيين (RIBA) على المسابقة وسيوصي لجنة التصميم بالتصميم إلى وزير ويلز.  تتكون اللجنة الاستشارية لمسابقة التصميم من سبعة أعضاء وترأسها اللورد كالاهان من كارديف، والنائب السابق عن كارديف الجنوبية وبينارث ورئيس وزراء المملكة المتحدة. تمّ تعيين الرئيس وأربعة أعضاء آخرين من قبل ديفيز وتمّ تعيين العضوين المتبقيين من قبل المعهد الملكي للمهندسين المعماريين البريطانيين (RIBA). أُعلنَ عن المسابقة في الجريدة الرسمية للاتحاد الأوروبي في 13 يونيو 1998.
أراد ديفيس مبناً «يأسر خيال الشعب الويلزي». كانت معايير المسابقة هي أنّ المبنى يجب أن يكون له مواصفات وظيفية وسعر لا يزيد عن 12 مليون جنيه إسترليني بما في ذلك الرسوم. إجمالاً، أظهر 55 معمارياً اهتماماً بالمشروع: تسعة منهم جاءوا من ويلز، و38 من بقية المملكة المتحدة، والثمانية الباقون من بقية العالم. اختارت الهيئة الاستشارية لمسابقة التصميم 12 معمارياً لإجراء مقابلات معهم في أغسطس 1998؛ من هؤلاء، تمّ اختيار قائمة مختصرة من ستة مهندسين معماريين لتقديم التصاميم؛ تضم كل من: بنسون وفورسيث، اريك باري، نيلز تورب وسترايد تريغلون ديفيز، ريتشارد روجرز (المعروف الآن باسم روجرز ستيرك هاربور وشركاه)، ايتسوكو هاسيجاوا وكاجيما، وريتشارد ماك كورماك.
قدّم كل مهندس التصميمات بحلول 5 أكتوبر 1998؛ بعد 10 أيام اجتمعت اللجنة الاستشارية لمسابقة التصميم وأوصت بالإجماع باختيار تصميم شراكة ريتشارد روجرز.  أعلن ديفيز أنّ ريتشارد روجرز هو المهندس المخطط في 16 أكتوبر 1998. قال ريتشارد روجرز«الفكرة كانت أنّ الخطوات ترتفع من الماء وهناك مكان عام حيث يلتقي الناس بعضهم البعض وينظرون إلى أعضاء الجمعية». كان ريتشارد روجرز قد صمّم سابقاً مبنى لويدز في لندن ومركز بومبيدو في باريس مع رينزو بيانو. بعد 11 يوماً، استقال ديفيز من منصب وزير الدولة لشؤون ويلز.
وكان من المقرر الانتهاء من تصميم المخطط العام بحلول يونيو 1999، والانتهاء من التصميم التفصيلي بحلول فبراير 2000. كما كان من المقرر أن يبدأ تشييد المبنى في نوفمبر 2000 ويكتمل في أبريل 2001. في 1 يوليو 1999، دخل أمر الجمعية الوطنية لويلز لعام 1999 حيّز التنفيذ: وقد نقل هذا الأمر جميع الصلاحيات من وزير الدولة لويلز إلى الجمعية الوطنية لويلز؛ نقل مسؤولية بناء قاعة المناقشة في نفس الوقت. منح مجلس كارديف الإذن بالتخطيط للمبنى في 8 نوفمبر 1999، وبحلول 26 يناير 2000 صوّتت الجمعية الوطنية للتقدم في المشروع إلى المرحلة التالية.

### المرحلة الأولى من البناء
حلّ رودري مورغان محل آلون مايكل كسكرتير أول (المعروف الآن باسم الوزير الأول) للجمعية الوطنية في 15 فبراير 2000. في 22 مارس، أوقف مورغان جميع الأعمال في المشروع لإجراء مراجعة كاملة. وحظي قرار وقف المشروع بتأييد تصويت في الجمعية الوطنية في 6 أبريل 2000. تضمنت المراجعة التكاليف ومخاطر البناء للمبنى الجديد، والجدول الزمني لإنجاز المشروع والنظر في البدائل الممكنة للمبنى الجديد.

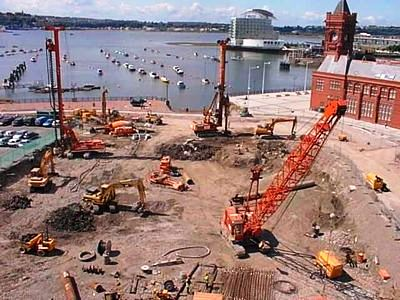
يونيو 2001، أثناء المرحلة الأولى من البناء

أُجريت المراجعة من قِبَل قسم خدمات الإدارة بالجمعية ومستشارو العقارات في العقارات المدنية وشركة سيموندس المحدودة. لقد نظروا في الخيارات التالية: إلغاء المشروع، استمرار التصميم الحالي، تصميم المبنى في الموقع E1، تحسين غرفة المناقشة الحالية، بناء غرفة صغيرة في فناء بيت كريكهويل، والانتقال إلى كارديف سيتي هول. في 21 يونيو 2000 تم الاتفاق على استمرار التصميم الأصلي المقترح من قِبل ريتشارد روجرز.
أُقيمت مسابقة دولية لاختيار المقاول الرئيسي. تم الإعلان عنها في الجريدة الرسمية للاتحاد الأوروبي، وفي ديسمبر 2000 تم اختيار شركة سكانسكا لتكون المقاول الرئيسي. وافقت ادوينا هارت؛ وزيرة المالية ووزيرة الحكم المحلي؛ على التصميم النهائي للمشروع في 18 يناير2001، وبحلول 1 مارس 2001، أُقيم حفل لوضع حجر الأساس ليُعلن عن بداية البناء.
بعد ستة أشهر من بدء البناء وبعد الانتهاء من أعمال الأساسات والطريق المؤقّت حول الموقع،  أعلن هارت في 17 يوليو 2001 أنّ الجمعية الوطنية أنهت عقد ريتشارد روجرز. وقالت إنّه على الرغم من إنهاء العقد، لا يزال يتعين بناء غرفة المناقشة وفقاً لتصميم ريتشارد روجرز. قال ريتشارد روجرز عن المشروع إنه «منذ البداية، لا يمكن بناء المشروع في حدود ميزانية تشييد تبلغ 13.1 مليون جنيه إسترليني بسبب التغييرات التي يطلبها العميل، والمتطلبات السياسية لاستخدام المواد الأصلية بأي تكلفة وتغييرات استثنائية في المقاول». تمّ تجاهل نصيحة روجرز. ومن الواضح أنّه من غير الصحيح أن يؤكد وزير المالية أنّ شركة روجرز قد قللت من تقدير التكاليف. قالت هارت إنّها أوقفت المشروع بسبب «التخفيضات الكبيرة في خطة التكلفة التي أعدها روجرز، وأنّه أخفى التكاليف عن الجمعية».
نشأ نزاع قانوني بعد ذلك بين شركة روجرز التي تطالب برسوم قدرها 529000 جنيه إسترليني، وطالبت الجمعية الوطنية بتعويض قدره 6.85 مليون جنيه إسترليني. في 10 ديسمبر2001، طلبت شركة روجرز تعيين قاضٍ من مجلس صناعة البناء لحل النزاع. تم صدور الحكم في فبراير 2002، وحكم على حق روجرز في الحصول على 448000 جنيه إسترليني من مطالبتها، في حين لم يكن للجمعية الوطنية الحق في التعويض الذي طلبته.

### المرحلة الثانية من البناء
في أغسطس 2001، عيّنت الجمعية الوطنية شركة فرانسيس جريفز مديراً للمشروع، لمراجعة المشروع بأكمله حتى إنهاء عقد روجرز واقتراح كيفية سير المشروع في المستقبل. وأفادت الشركة أنّّ "التكلفة كانت معقدة وغير واضحة بما فيه الكفاية، وأنّ الجمعية الوطنية، بغض النظر عن برنامج إعادة التأهيل الإقليمي، لم تحصل على أي تكاليف للمشروع حتى ديسمبر 2000، وأنّ المشروع كان عرضةً للتكاليف الزائدة عن الحد". كما أوصت بأن تقوم الجمعية الوطنية بتعيين مديري المشاريع، وهو ما فعلوه عندما عينوا شركة شال للإدارة الدولية المحدودة (وهي جزء من شركة كاريليون للبناء) في مايو 2002. تمّ تعيين شركة نورث كروفت المحدودة كمقاول باطن ومسؤول عن إدارة التكاليف، وتقديم التقارير مباشرة إلى شركة شال. كانت شركة شال مسؤولةً أمام مجلس إدارة المشروع، الذي كان مسؤولاً أمام وزير المالية والحكومة المحلية والمجتمعات المحلية. وكان مجلس المشروع مكوناً من الجمعية الوطنية ومسؤولين من حكومة ويلز وممثل عن شال.

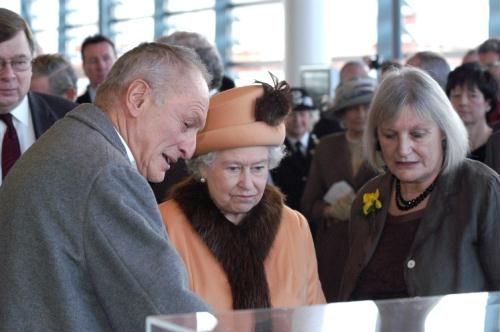
افتتاح الملكة اليزابيث الثانية مبنى البرلمان مع ربتشارد روجرز

قررت الحكومة الويلزية استخدام عقد تصميم وبناء ثابت السعر للمرحلة الثانية من البناء، في حين أنّ المرحلة الأولى من البناء جعلت الوقت هو العامل المهم. كان الهدف العام هو «تسليم مبنى تاريخي في الوقت المحدد، بجودة مناسبة وفي حدود الميزانية». في 23 أكتوبر 2002، صدرت دعوة لتقديم العطاءات من خلال الجريدة الرسمية للاتحاد الأوروبي. قدمت ثماني شركات اهتماماً بالعطاء المطروح، من ضمنهم تايلور وودرو، وديفيد ماكلين، ولينج، وسكانسكا، ومن هؤلاء قدّم العطاءات فقط ديفيد ماكلين وتايلور وودرو شراكة التحالف الاستراتيجي مع روجرز كمقاول باطن. لم تتوافق مناقصة ديفيد ماكلين مع متطلبات العطاء، لذلك تفاوضت حكومة الجمعية على عقد بسعر ثابت مع تايلور وودرو مقابل 48.2 مليون جنيه إسترليني. تمّ توقيع العقد بين تايلور وودرو والوزير الأول في 1 يوليو 2003 وبدأ البناء للمرة الثانية في 4 أغسطس 2003.
أُقيم حفل التتويج في 25 نوفمبر 2004 من قِبَل رئيس الجلسة، دافيد إليس توماس، مستشار خاص (كمبيوتر شخصي)، والذي تضمّن رفع أكبر طربوش يعمل بالرياح في العالم، والذي كان أعلى نقطة في المبنى. يقع الطربوش على ارتفاع 6 أمتار (20 قدماً) فوق السقف ويدور عندما تُغيّر الرياح اتجاهها لتهوية غرفة المناقشة. انتهى تشييد مبنى البرلمان في 7 فبراير 2006 عندما استولت الجمعية الوطنية على المبنى. تأخّر المشروع ستة أشهر، بسبب عدم قيام المجلس الوطني بإصدار مواصفات تفصيلية في الوقت المحدد. ومن بين المقاولين الآخرين في المشروع شركة أروب (المهندسين الإنشائيين).
تم افتتاح مبنى البرلمان الذي تبلغ مساحته 5308 متراً مربعاً (57130 قدماً مربعة) من قِبًل الملكة إليزابيث الثانية، دوق إدنبرة، أمير ويلز ودوقة كورنوال في 1 مارس 2006 (عيد القدّيس ديفيد). بعد خطاب الملكة، قدّم برلمان نيو ساوث ويلز صولجاناً احتفالياً إلى الجمعية الوطنية للاعتراف بالروابط بين ويلز ونيو ساوث ويلز. تمّ إلقاء الكلمات في وقتٍ لاحق من قِبَل جون برايس، نائب رئيس الجمعية التشريعية لنيو ساوث ويلز، مورغان وإيليس توماس. تمّ إصدار مجموعة من الأظرف التذكارية والعلامات البريدية من قِبل البريد الملكي البريطاني للاحتفال بافتتاح المبنى، على شكل ورقة تذكارية.
بعد عامين من حفل الافتتاح في عام 2008، تمّ تغريم تايلور وودرو للإنشاءات 200000 جنيه إسترليني وأُمر بدفع تكاليف قدرها 71400 جنيه إسترليني، بعد مقاضاته من قبل مدير الصحة والسلامة لخرقه قانون الصحة والسلامة في العمل وما إلى ذلك لعام 1974 في محكمة كارديف كراون. أدّى هذا الخرق إلى وفاة جون والش، رئيس عُمّال يعمل في شركة فيرسون للبناء؛ هي المقاول الباطن تابعه لشركة تايلور وودرو. وقع الحادث في 14 مارس 2004 أثناء قيام السيد والش بتعبئة تجويف داخل جدار، وانهار عليه. قال القاضي نيل بيدر كيو سي:«لا أحد يُنكر أنه بناء غير آمن ولكن يجب على شركة فيرسون أن تتحمّل المسؤولية».

## الجدول الزمني لزيادة التكلفة والتأخير الزمني
ارتفعت تكلفة مبنى البرلمان من 12 مليون جنيه إسترليني في عام 1997 إلى 69.6 مليون جنيه إسترليني في عام 2006، أي ارتفعت التكلفة بنسبة قدرها 580٪. في تقرير نُشر في مارس 2008 من قِبل مكتب تدقيق ويلز، كان سبب الزيادة هو أنّ التقدير الأصلي البالغ 12 مليون جنيه إسترليني لم يكن قائماً على أي تصميم تفصيلي للمتطلبات النهائية للمبنى. بالإضافة إلى ذلك، كانت هناك إجراءات أمنية غير متوقعة بعد هجمات 11 سبتمبر في الولايات المتحدة.
بعد توقف المشروع في عام 2001، تمّ استخدام عقد تصميم وبناء بسعر ثابت في المرحلة الثانية من تشييد المبنى، مما يعني تحكّماً أكثر صرامة في التكاليف مقارنةً بالمرحلة الأولى.
| فترة البناء                            | التاريخ                           | التكلفة التقديرية والنهائية (جنيه إسترليني) | تاريخ الاكتمال المتوقع | ملاحظات                                                                                               |
| المرحلة الأولى بما فيها عملية الاختيار | يوليو 1997                        | 12 مليون | ابريل 2001             | أول تقدير من مكتب ويلز في صحيفة "صوت ويلز".                                                           |
| المرحلة الأولى بما فيها عملية الاختيار | 16 أكتوبر 1998                    | 11.6 مليون (التكلفة الكلية) 8.4 مليون (تكلفة البناء) |                        | التكلفة التقديرية التي وضعها ريتشارد روجرز أثناء عملية اختيار التصميم.                                |
| المرحلة الأولى بما فيها عملية الاختيار | يناير 2000                        | 22.8 مليون |                        | التقدير المنقح من قبل ريتشارد روجرز بعد التغييرات على تصميم المبنى من قبل الجمعية الوطنية.            |
| المرحلة الأولى بما فيها عملية الاختيار | مارس 2000                         | 26.7 مليون | يناير 2003             | التقدير الذي قدمه تيرنر وتاونسند للجمعية الوطنية.                                                     |
| المرحلة الأولى بما فيها عملية الاختيار | مايو 2001                         | 37-47 مليون (تكلفة كلية) 28 مليون (تكلفة البناء) |                        | التقدير المقدّم من قبل الجمعية الوطنية وجميع المقاولين المشاركين في المشروع خلال ورشة عمل لمدة 3 أيام. |
| المرحلة الثانية                        | سبتمبر 2001                       | | يوليو 2004             | |
| المرحلة الثانية                        | يناير 2003                        | 29.3 مليون (تكلفة البناء) |                        | التقدير المقدم من قبل تايلور وودرو وشال ونورث كروفت والذي كان يعتمد على تصميم غير مكتمل.              |
| المرحلة الثانية                        | 30 مايو 2003                      | 41 مليون (تكلفة البناء) | أغسطس 2005             | تقديم العطاء من قبل شراكة التحالف الاستراتيجي تايلور وودرو.                                           |
| المرحلة الثانية                        | يوليو 2003                        | 66.1 مليون (تكلفة كلية) 48.2 مليون (تكلفة البناء) |                        | مبلغ البناء النهائي الذي قدمته شراكة التحالف الاستراتيجي تايلور وودرو.                                |
| المرحلة الثانية                        | 7 فبراير 2006                     | 69.6 مليون (التكلفة الكلية النهائية) 49.7 مليون (تكلفة البناء الكلية) | تاريخ اكتمال المشروع   | التكلفة الكلية للمشروع، بما في ذلك 7.5 مليون جنيه إسترليني من المرحلة الأولى.                         |
| ا مارس 2006 (حفل الافتتاح الملكي)      | ا مارس 2006 (حفل الافتتاح الملكي) | ارتفعت تكلفة المشروع بنسبة 580% مقارنة بالتكلفة الأصلية المتوقعة في ابريل 1997 (المرحلة الأولى) كما تأخر المشروع أربع سنوات وعشرة أشهر. ارتفعت تكلفة المشروع بنسبة 5.5% عن التكلفة المقدمة من قبل تايلور وودرو في يوليو 2003 (المرحلة الثانية) كما تأخر المشروع ستة أشهر بسبب مشاكل تكنولوجيا المعلومات والاتصالات. |                        | |

في عام 2008، بعد عامين من افتتاح مبنى البرلمان، وصلت تكلفة إصلاح المبنى إلى 97709 جنيه إسترليني، حيث شملت النوافذ والأبواب وأعمال السباكة والكهرباء. وقال متحدث باسم المجلس الوطني إنّ «تكلفة الإصلاح ليست مفرطة بالنسبة لمبنى عام يستقبل مئات الآلاف من الزوّار كل عام، وأنّها في حدود التكلفة المقدرة وتغطيها الميزانيات الحالية».

## الترشيحات والجوائز

### جوائز المبنى
- رُشّح لجائزة ستيرلينغ لعام 2006 الممنوحة من المعهد الملكي للمهندسين المعماريين البريطانيين. فاز بالجائزة مطار مدريد باراخاس الدولي، وهو أيضًا تصميم ريتشارد روجرز.[70]
- رُشّح لجائزة رئيس الوزراء لأفضل المباني العامة لعام 2006.[71]
- تم إدراجه ضمن قائمة أفضل 50 مبناَ مفضلاً في مجلة المهندسين المعماريين.[72]
- حائز على شهادة «ممتازة» من BREEAM ، وهي أعلى شهادة تُمنح على الإطلاق في ويلز.[8]
- حصل على جائزة أفضل مشروع في العام في جوائز خدمات البناء لعام 2006، التي نظمتها مجلات التصميم المستدام للبناء والمقاول الكهربائي والميكانيكي.[60]
- حائز على الميدالية الذهبية لعام 2006 من ايستيدفود الوطني لويلز.[73]
- حصل على جائزة "Slate" في حفل توزيع جوائز Natural Stone لعام 2006.[73]
- حصل على جائزة التصميم للمنشآت المعدنية لعام 2006.[74]
- حائز على جائزة التميز على الواجهة البحرية لعام 2006 من مركز الواجهة البحرية، في فئة المباني ذات الاستخدام التجاري والمختلط.[75]
- حائز على جائزة "Civic Trust" في عام 2008.[76]
- حائز على جائزة متحف شيكاغو الدولية للهندسة المعمارية في عام 2007.[77][78]

### جوائز فردية
حصل جيريمي ويليامز (من شركة تايلور وودرو للإنشاءات) على جائزة مدير البناء للعام في عام 2006 لعمله في مبنى البرلمان من قبل جمعية المهندسين المحترفين، كما فاز بميدالية ذهبية في فئة مشاريع البناءالجديدة / مشاريع التجديد التي تزيد قيمتها عن 25 مليون جنيه إسترليني.

## روابط خارجية
- The Senedd on the National Assembly for Wales website
- The Senedd on the Rogers Stirk Harbour + Partners website نسخة محفوظة 16 سبتمبر 2021 على موقع واي باك مشين.
- The Senedd on the Arup website
- The National Assembly for Wales on the BBC website
- Live feeds from the Senedd